# Vachellia vernicosa
Acacia vernicosa é uma espécie de leguminosa do gênero Acacia, pertencente à família Fabaceae.